# 生江隆之
生江 隆之（なまえ たかゆき、1947年（昭和22年）6月13日 - ）は、日本の実業家。三井ホーム、セレスティンホテルの代表取締役社長、日本ツーバイフォー建築協会会長等を歴任した。

## 人物・経歴
宮城県出身。学校法人桐朋学園理事長を務めた生江義男は父。桐朋小学校、桐朋中学校・高等学校を経て、1971年（昭和46年）慶應義塾大学文学部卒業後三井不動産に入社。99年取締役人事部長に昇格。02年常務執行役員人事部長、05年専務取締役専務執行役員アコモデーション事業本部長兼アセット運用部長。
2009年（平成21年）から子会社の三井ホーム社長に転じ、グローバル化などにより売上を増加させる中期経営計画等にあたった。11年に日本ツーバイフォー建築協会会長、住宅生産団体連合会副会長。13年から15年までセレスティンホテル社長。